# Nordfriedhof (métro de Munich)
Pour les articles homonymes, voir Nordfriedhof.
Nordfriedhof (en allemand : U-Bahnhof Nordfriedhof) est une station de la ligne U6 du métro de Munich. Elle est située dans le secteur de Schwabing, à Munich en Allemagne.

## Situation sur le réseau

Plan du métro (2020).

Établie en souterrain, Nordfriedhof est une station de passage de la ligne U6 du métro de Munich.
La station se situe en parallèle de l'Ungererstraße, à hauteur du Mittlerer Ring, de la Schenkendorfstraße. Le cimetière du Nord, dont la station tire son nom, se trouve immédiatement au nord-est de la station. L'Ungererbad au sud est également accessible depuis la station.

## Histoire
Le 31 janvier 1965, la cérémonie d'inauguration de la construction du réseau souterrain de Munich a lieu à la station de métro qui a alors pour nom Schenkendorfstraße. Après l'ancrage symbolique de la première poutre en acier par le ministre-président bavarois Alfons Goppel et le bourgmestre de Munich Hans-Jochen Vogel, la construction commence deux jours plus tard. Les murs du hall de la gare sont revêtus de panneaux gris en fibres-ciment dont certains sont remplacés par des oranges. L'éclairage est installé dans des évidements du lambris du plafond à lattes, le sol est recouvert de panneaux gris. Des inscriptions de station sont apposées entre les colonnes de couleur ocre. Celles-ci sont maintenues en bleu foncé, tout comme la bande de lignes sur les murs typique des stations de la ligne principale 1.
Le 7 octobre 1966, la première cérémonie d'achèvement de la station de métro de Munich est célébrée à la station, qui reçoit son nom actuel. Après quelques essais et quelques courts trajets pour que les citoyens utilisent le métro, le 19 octobre 1968, le service régulier du métro à la gare reprend le 19 octobre 1971, parallèlement à l'ouverture de la ligne entre les stations Goetheplatz et Kieferngarten. Comme de nombreuses stations de la ligne, elle est conçue par Paolo Nestler.

## Services aux voyageurs

### Accès et accueil
La station est l'une des rares du réseau de métro de Munich à disposer de deux quais latéraux. Une rangée de colonnes sépare les deux voies et supporte la voûte de la gare. Aux deux extrémités de la station, il y a des portiques qui relient les deux plates-formes par des escaliers fixes et des escaliers mécaniques, chacun avec un escalier de chaque côté de l'Ungererstrasse. Un ascenseur mène du quai 2 à une passerelle piétonne sous le plafond du hall des quais, qui enjambe les voies. De là, on peut monter à bord d'un deuxième ascenseur qui relie la plate-forme 1 à la surface.
Au début des années 1990, la gare est rendue accessible aux personnes à mobilité réduite. La passerelle reliant les deux plates-formes est construite à cet effet, accessible depuis chacune d'elles par un ascenseur, et du côté est également par un escalier. L'accès sans obstacle à la gare est rendu possible par l'ascenseur du côté ouest, qui mène à la surface, qu'il atteint à côté de l'Ungererstrasse.

### Desserte
Friedenheimer Straße est desservie par les rames de la ligne U6.

### Intermodalité
La station est en correspondance avec la ligne de bus 150.